# Hoboj d'amore

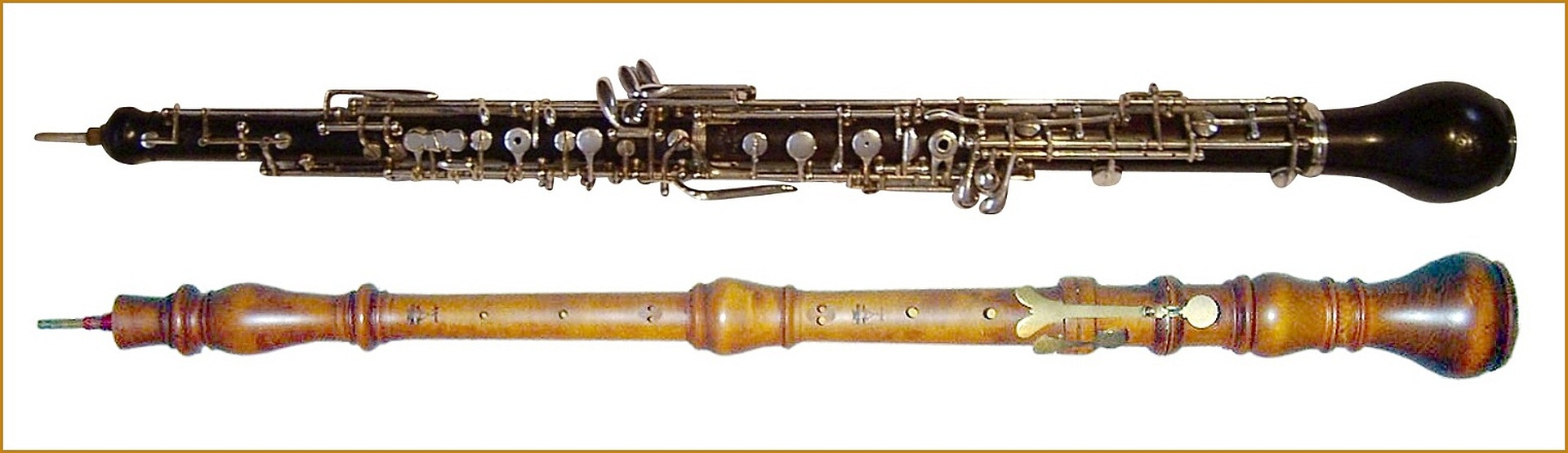
Moderní a barokní Hoboj d´amor.

Hoboj d'amore (též „Hoboj lásky“) je dvojplátkový dřevěný dechový hudební nástroj z rodiny hobojů. Je o něco větší než hoboj, má méně průbojný a klidnější a vyrovnanější tón a je považován za mezzosoprán rodiny hobojů, mezi hobojem (sopránem) a anglickým rohem (altem).

## Vznik a použití
Hoboj d'amore byl vynalezen v osmnáctém století a poprvé jej použil Christoph Graupner ve své kantátě Wie wunderbar ist Gottes Güt (1717). Johann Sebastian Bach napsal pro tento nástroj mnoho skladeb – koncert, mnoho svých kantát a část Et in Spiritum sanctum ze své Mše h moll. Georg Philipp Telemann také často používal hoboj d'amore. Jeho popularita na konci osmnáctého století upadala, hoboj d'amore se na zhruba 100 let přestal používat, dokud ho na počátku 20. století nezačali znovu používat skladatelé jako Richard Strauss (Symphonia Domestica, kde nástroj představuje dítě), Claude Debussy (Gigy, kde hoboj d'amore má dlouhou sólovou pasáž), Maurice Ravel, Frederick Delius. Můžeme ho slyšet ve Vers, l'arc-en-ciel, Palma Tóra Takemicua (1984), ale jeho nejznámější moderní použití je snad v Ravelově Boléru (1928), , kde hoboj d'amore následuje po Es klarinetu, aby podruhé zopakoval hlavní téma. Gustav Mahler použil nástroj jednou, a to v Um Mitternacht (1901), jedné ze svých pěti Rückertových písní. Ve své orchestraci Musorgského Obrazy na výstavě použil Vladimir Ashkenazy hoboj d'amore ke zvýraznění plačlivého sóla hnutí Il vecchio castello.

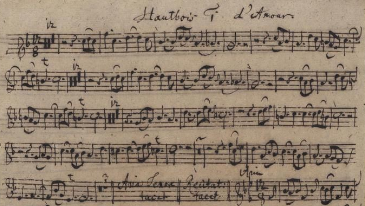
Hoboj I část 1. věty BWV 8 (tónina D dur), původní rukopis J. S. Bacha

## Moderní nástroje a současní výrobci Hoboje d´amore
Mezi moderní výrobce hobojů d'amore patří Howarth of London (nástroje z afrického černého dřeva nebo dřeva cocobolo), F. Lorée v Paříži (nástroje z afrického černého dřeva nebo fialového dřeva) a další jako francouzští výrobci Rigoutat, Fossati a Marigaux, italský výrobce Bulgheroni (kteří nabízejí nástroje z grenadilly, dřeva stromu Dalbergia cearensis, cocobolo, palisandru a kokosového dřeva), japonský výrobce Joseph a němečtí výrobci Püchner, Mönnig a Ludwig Franck. Nové nástroje stojí přibližně 230 tis. Kč v cenách roku 2016, což je srovnatelné s cenou nového anglického rohu. Tato cena, spojená s omezenou poptávkou po nástroji, vede mnoho hobojistů k tomu, že nemají svůj vlastní hoboj d'amore, ale pronajímají si ho, když to jejich práce vyžaduje. Ze stejného důvodu se však čas od času objevují hoboje d'amore z druhé ruky s velmi malým opotřebením, což dokazuje, že byly v minulosti velmi oblíbené a častěji využívané než je tomu nyní.